# Sylvia del Villard
Sylvia del Villard (Santurce, San Juan de Puerto Rico, 28 de febrero de 1928 - San Juan de Puerto Rico, 5 de febrero de 1990) fue una actriz, coreógrafa y bailarina puertorriqueña.

## Trayectoria
Doña Sylvia escribió obras como: El baquiné, Acquelarre Tambó, El reto, Gri-Gri y otras.
También, dirigió la compañía de ballet afro-boricua El coquí y fundó el teatro Luis Palés Matos en San Juan en el año 1977.
Además, organizó el grupo Soninke en la ciudad de Nueva York en donde trabajó como maestra del sistema público.
Debido a su gran dedicación al trabajo social comunitario, como el que ella realizó como miembro del programa Ciudad Modelo de San Juan 1971 en las comunidades pobres, donde junto al hoy conocido psiquiatra Dr. Wilfredo G. Santa (Boricuas Hall of Fame Home Page, El señor Boricua Famous People from P.R.), recorrían los callejones de comunidades desaventajadas como Tras Talleres, Buenos Aires, La Perla, etc., se le ha dado su nombre a programas de tratamiento como el "Sylvia del Villard Continuing Day Treatment Program (Programa de Roberto Clemente Center - Gouverneur Hospital - Nueva York), en Chicago como parte del "Segundo Ruiz Belvis Cultural Center esta el " Sylvia del Villard Hall".